# Motoko Dobashi
Motoko Dobashi (jap. 土橋 素子, Dobashi Motoko; * 1976 in der Präfektur Tokushima) ist eine japanische Künstlerin.
Von 1995 bis 1999 studierte sie an der Musashino Art University in Tokio, von 2000 bis 2007 an der Kunstakademie München als Meisterschülerin bei Markus Oehlen. Dobashis Kunst liegt zwischen Illustration, Naturalismus und Abstraktion. In ihren Werken kombiniert sie europäische und asiatische Bildwelten.
2005 erhielt sie das Stipendium des Bayerischen Staatsministeriums für ausländische Studierende und 2006 das STIBET Stipendium des DAAD. Sie lebt in München und ist Mitbegründerin von raum500 Projektraum.

## Ausstellungen
- Raum500, München, Gruppenausstellungen 2003 bis 2007
- Galerie Cornelius Pleser, München, Gruppenausstellungen 2003 und 2004
- Mini Salon, München, Einzelausstellung, 2006
- Galerie Dina4 Projekte, München, Einzelausstellung, 2007
- Galerie Noah, Augsburg, Gruppenausstellung, 2007
- Kunsthalle Faust, Hannover, Gruppenausstellung, 2008
- Magatzems, Valencia, Einzelausstellung, 2008
- Kunstbau, Lenbachhaus, FAVORITEN 08, Gruppenausstellung, 2008
- Galerie Lullin + Ferrari, Zürich, Einzelausstellung, 2009

## Werke in öffentlichen Sammlungen
- collection Ernst & Young
- Archiepiscopal Ordinariate, München
- collection Südhausbau, München
- Städtische Galerie im Lenbachhaus, München
- Pinakothek der Moderne, München
- Staatliche Graphische Sammlung, München